# Richardia schnusei
Richardia schnusei är en tvåvingeart som beskrevs av Friedrich Georg Hendel 1911. Richardia schnusei ingår i släktet Richardia och familjen Richardiidae.
Artens utbredningsområde är Bolivia. Inga underarter finns listade i Catalogue of Life.